# 2010年冬季奥林匹克运动会意大利代表团
2010年冬季奧林匹克運動會義大利代表團是義大利所派出的2010年冬季奧林匹克運動會代表團，共有114名運動員參與13個項目的賽事。